# Белецкая, Екатерина Витальевна
Екатерина Витальевна Белецкая (род. 27 ноября 1973 года, Москва) — российский писатель-фантаст.

## Биография
Екатерина Витальевна Белецкая родилась 27 ноября 1973 года в Москве. Имеет неоконченное высшее образование (методист), как вольнослушатель училась в Гнесинском училище на теоретическом и эстрадно-джазовом отделениях. Работала учителем в школе, играла в рок-группе, а также десять лет занималась полиграфическим промышленным дизайном.
Екатерина Витальевна является администратором (создателем) сообщества «Адекватный пациент».
Рассказы Белецкой выходили в периодике и в сборниках. В 2006—2007 годах была издана трилогия «Нарушители», написанная в соавторстве с Анжелой Чениной. С 2010 года Белецкая в соавторстве с Иаром Эльтеррусом работает над циклом книг.
Не опубликована главная книга «История с продолжением», а также примыкающие к ней повесть «Романтики с хай-вея» и недописанный роман «Цвет одиночества».

## Системы Контроля
В книгах, написанных в соавторстве Эльтеррусом и Белецкой, используется концепт Систем Контроля — Сэфес, созданный Екатериной, Орден Аарн и Безумных Бардов, принадлежащий Иару.
Согласно концепции Систем Контроля все разумные миры во Вселенной образуют единую многомерную ментальную Сеть, минимальной единицей которой является двумерный сиур низшего порядка — смычка эгрегоров шести планетарных систем. Из сиуров низшего порядка образуются n-мерные сиуры более высокого порядка. Задачей Контроля является регулирование взаимосвязей между эгрегорами разумных миров для усиления позитивных влияний и минимизации негативного воздействия на цивилизации.

## Книги
- Эльтеррус И., Белецкая Е.. Утро черных звезд. — М.: Эксмо, 2011. — 384 с. — (Русский фантастический боевик). — 10 000 экз. — ISBN 978-5-699-49396-8.
- Эльтеррус И., Белецкая Е.. День черных звезд. — М.: Эксмо, 2011. — 384 с. — (Русский фантастический боевик). — 8000 экз. — ISBN 978-5-699-51472-4.
- Эльтеррус И., Белецкая Е.. Вечер черных звезд. — М.: Эксмо, 2012. — 416 с. — (Русский фантастический боевик). — 5000 экз. — ISBN 978-5-699-53960-4.
- Эльтеррус И., Белецкая Е.. Ночь черных звезд. — М.: Эксмо, 2013. — 416 с. — (Русский фантастический боевик). — 4000 экз. — ISBN 978-5-699-62906-0.
- Эльтеррус И., Белецкая Е.. Стоя на краю неба. — М.: Эксмо, 2013. — 480 с. — (Русский фантастический боевик). — 5000 экз. — ISBN 978-5-699-60955-0.
- Эльтеррус И., Белецкая Е.. Лучшее место на Земле. — М.: Эксмо, 2012. — 480 с. — (Русский фантастический боевик). — 6000 экз. — ISBN 978-5-699-54607-7.
- Эльтеррус И., Белецкая Е.. Звездный колокол. — М.: Эксмо, 2013. — 480 с. — (Русский фантастический боевик). — 4000 экз. — ISBN 978-5-699-65667-7.
- Эльтеррус И., Белецкая Е.. Русский Сонм. Огонь и ветер. — М.: Эксмо, 2013. — 448 с. — (Русский фантастический боевик). — 3000 экз. — ISBN 978-5-699-64875-7.
- Эльтеррус И., Белецкая Е.. Русский Сонм. Игры Морока. — М.: Эксмо, 2013. — 416 с. — (Русский фантастический боевик). — 4000 экз. — ISBN 978-5-699-67038-3.
- Эльтеррус И., Белецкая Е.. Русский Сонм. Горькие травы. Книга 1. Лунное стекло. — М.: Эксмо, 2014. — 416 с. — (Русский фантастический боевик). — 3000 экз. — ISBN 978-5-699-70993-9.
- Эльтеррус И., Белецкая Е.. Русский Сонм. Горькие травы. Книга 2. Священный метод. — М.: Эксмо, 2014. — 416 с. — (Русский фантастический боевик). — 2000 экз. — ISBN 978-5-699-76617-8.
- Белецкая Е., Ченина А.. Нарушители. — СПб.: Лениздат, 2006. — 416 с. — 5050 экз. — ISBN 5-289-02403-4.
- Белецкая Е.В., Ченина А.. Ловушка для Сэфес. — М.: Армада, Альфа-книга, 2007. — 408 с. — (Магия фэнтези). — 8000 экз. — ISBN 5-93556-835-7.
- Белецкая Е.В., Ченина А.. Настоящие. — М.: Армада, Альфа-книга, 2007. — 438 с. — (Магия фэнтези). — 8000 экз. — ISBN 978-5-93556-930-3.

### Интервью
- Интервью с Екатериной Белецкой и Иаром Эльтеррусом (СТВ, Программа «Будем знакомы», выпуск 1, 07.05.2013)